# موخینا گولی
موخینا گولی (انگلیسی: Mukhina Gully) یک پارک و ذخیره‌گاه طبیعی در استان روستوف کشور روسیه است.